# Mariä-Entschlafens-Bruderschaft

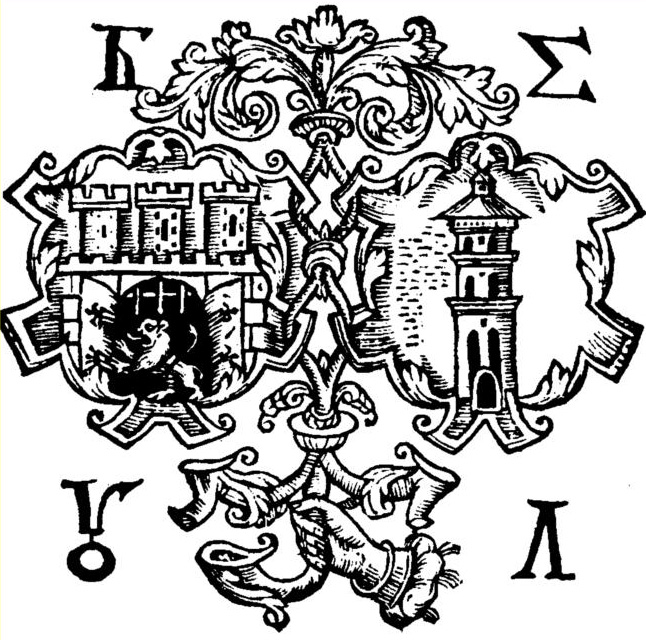
Siegel der Bruderschaft

Die Mariä-Entschlafens-Bruderschaft (ukrainisch Успенське ставропігійне братство) war eine orthodoxe Gemeinschaft in Lwów vom 16. bis 18. Jahrhundert. Sie war die älteste und wichtigste orthodoxe Bruderschaft in Polen-Litauen.

## Geschichte
1463 wurden erstmals Rechte von Bürgern für eine Kirche in Lwów erwähnt.
1542 wurde die Bruderschaft erstmals genannt. Der erste Bischof von Halitsch Makarios, der in Lwów residierte, war Mitglied der Bruderschaft. Seit 1547 baute die Bruderschaft die Mariä-Entschlafens-Kirche, die ihr Sitz wurde.
Bischof Gideon von Lwów führte einen lang andauernden Kampf gegen die Rechte der Bruderschaft auf die Kirche und das Onuphrios-Kloster. 1586 wurden ihr Rechte von Patriarch Joachim V. von Antiochien garantiert. In diesem Jahr wurde auch die Schule der Bruderschaft gegründet. 1589 bestätigte Patriarch Jeremias II. von Konstantinopel ihre Rechte und Besitzungen. In dieser Zeit entstand die Druckerei. 1591 wurden dort die ältesten erhaltenen Drucke hergestellt.

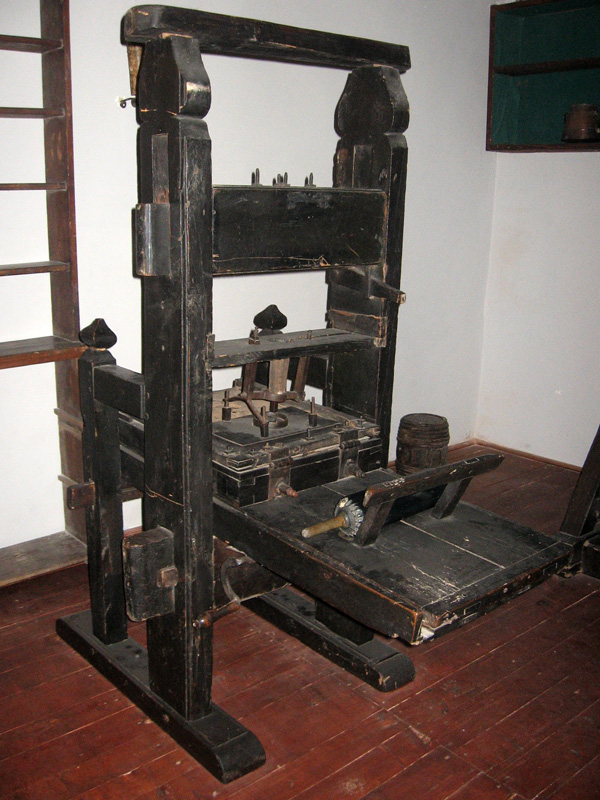
Druckerpresse der Bruderschaft, erste Hälfte des 16. Jahrhunderts

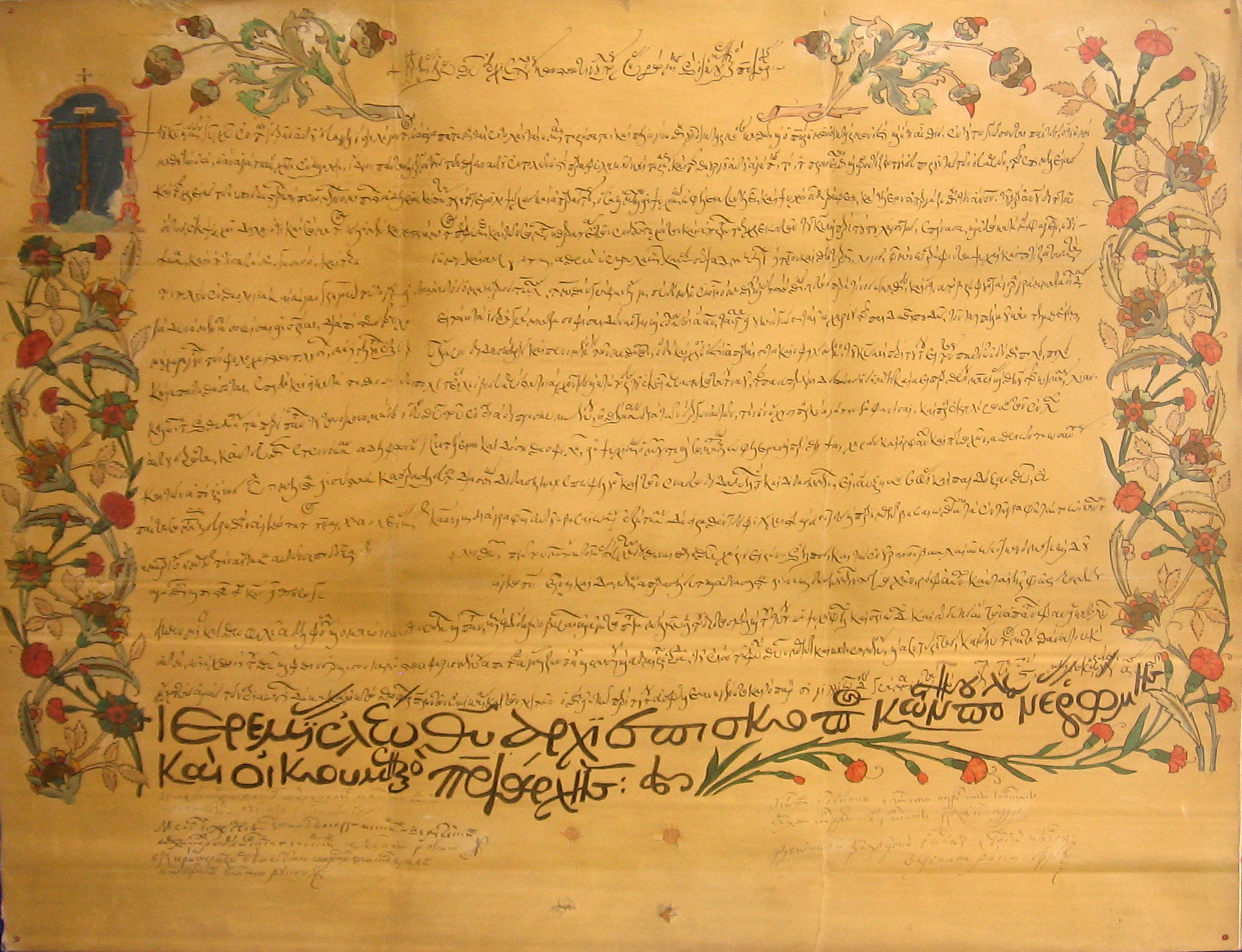
Schreiben von Patriarch Joachim V. von Antiochien über die Rechte der Bruderschaft, 1586

Die Bruderschaft setzte sich kritisch mit dem Zustand des orthodoxen Klerus in Polen-Litauen auseinander. 1592 schrieb sie einen Brief an Patriarch Jeremias II., in dem sie sich über die nachlässige und nichtkanonische Lebensweise einiger Geistlicher, wie Bischof Dionysios von Chełm, beschwerte. 1593 wurde ihr das Stauropegion erteilt, das sie unabhängig von regionalen kirchlichen Strukturen erklärte und sie direkt dem Metropoliten von Kiew unterstellte.
Die Bruderschaft war einer der wichtigsten Gegner der Union von Brest 1596, in der sich die orthodoxen ruthenischen Bischöfe der römisch-katholischen Kirche unterstellten. In der Folgezeit war sie ein wichtiges Zentrum der Orthodoxie in Polen-Litauen.
1708 trat sie der unierten Kirche bei. 1788 wurde sie von den österreichischen Behörden geschlossen. Im gleichen Jahr wurde sie als Stauropegion-Institut neu gegründet und bestand bis 1939.

## Druckerei
Von 1591 bis 1722 wurden mindestens 140 Bücher und Publikationen in mehr als 160.000 Exemplaren gedruckt. Diese waren liturgische Bücher, polemische und theologische Schriften und Texte für den Schulunterricht, überwiegend in kirchenslawischer und griechischer Sprache, aber auch in Polnisch und Latein.